# Pachytroctidae
Pachytroctidae es una familia de piojos de la corteza en el orden Psocodea. Existen unos 15 géneros y por lo menos 90 especies descriptas en Pachytroctidae.
Los miembros de esta familia son pequeños, a menudo macrópteros (con alas grandes), con una venación del ala distintiva.

## Géneros
Estos 15 géneros corresponden a la familia Pachytroctidae:
- Antilopsocus Gurney, 1965 c g
- Atapinella Azar, Huang, Cai & Nel, 2015 c g
- Burmipachytrocta Azar, Huang, Cai & Nel, 2015 c g
- Leptotroctes Badonnel, 1973 c g
- Libaneuphoris Azar, Huang, Cai & Nel, 2015 c g
- Libanopsyllipsocus Azar & Nel, 2011 c g
- Nanopsocus Pearman, 1928 i c g b
- Nymphotroctes Badonnel, 1931 c g
- Pachytroctes Enderlein, 1905 i c g
- Peritroctes Ribaga, 1911 c g b
- Psacadium Enderlein, 1908 c g
- Psylloneura Enderlein, 1903 c g
- Psyllotroctes Roesler, 1940 c g
- Tapinella Enderlein, 1908 i c g b
- Thoracotroctes Lienhard, 2005 c g

Fuentes de información: i = ITIS, c = Catalogue of Life, g = GBIF, b = Bugguide.net